# Storie dei santi eremiti

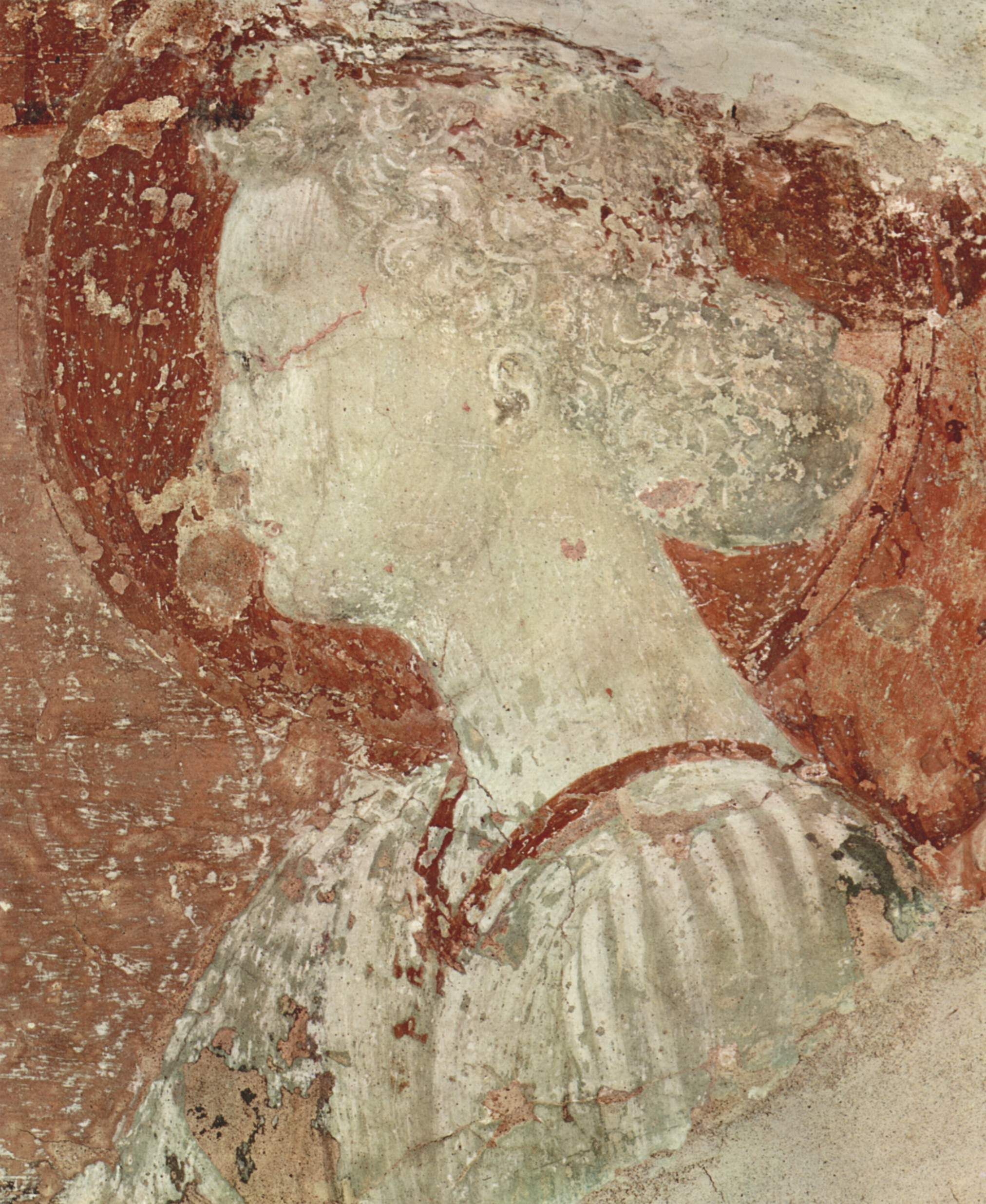
Dettaglio di un affresco

Le Storie dei santi eremiti è un ciclo di affreschi frammentario di Paolo Uccello, databile al 1447–1454 circa e conservato nel chiostro della basilica di San Miniato al Monte a Firenze.

## Storia
La datazione degli affreschi è incerta e, sebbene ci sia chi li assegna a una fase tarda della produzione dell'artista, oggi si tende a collocarli vicini agli affreschi della Cappella dell'Assunta a Prato, di poco successivi. Vasari li vide e ne rilevò la stravaganza del colorito originario. Scrisse: «[Paolo a San Miniato] non osservò molto l'unione di fare d'un solo colore come si deono le storie, perché fece i campi azzurri, le città di color rosso, e gli edifici variati secondo che gli parve, et in questo mancò»
L'opera, scialbata probabilmente nel XVIII secolo, venne riscoperta nel 1925 e nel 1969 si procedette allo stacco degli affreschi, ritrovando anche le sinopie. 

## Descrizione e stile
Gli affreschi decorano il piano superiore del chiostro che prospetta sul Palazzo dei Vescovi fiorentini. Le scene, molto frammentarie, mostrano scene della Vita di santi eremiti, o di altri santi legati al monachesimo. Sotto le scene principali corre uno zoccolo a tre riquadri per ogni episodio, lungo tutto il lato del chiostro.
Al gusto narrativo sembra prevalere un senso più astratto, con una cromia ridotta a pochi colori (terra verde, rosso, bianco e nero) e con una costante attenzione per l'architettura degli sfondi, costruita su moduli prospettici accuratamente studiati. Anche le figure sembrano risantire di una semplificazione modulare, soprattutto nei gruppi di frati.

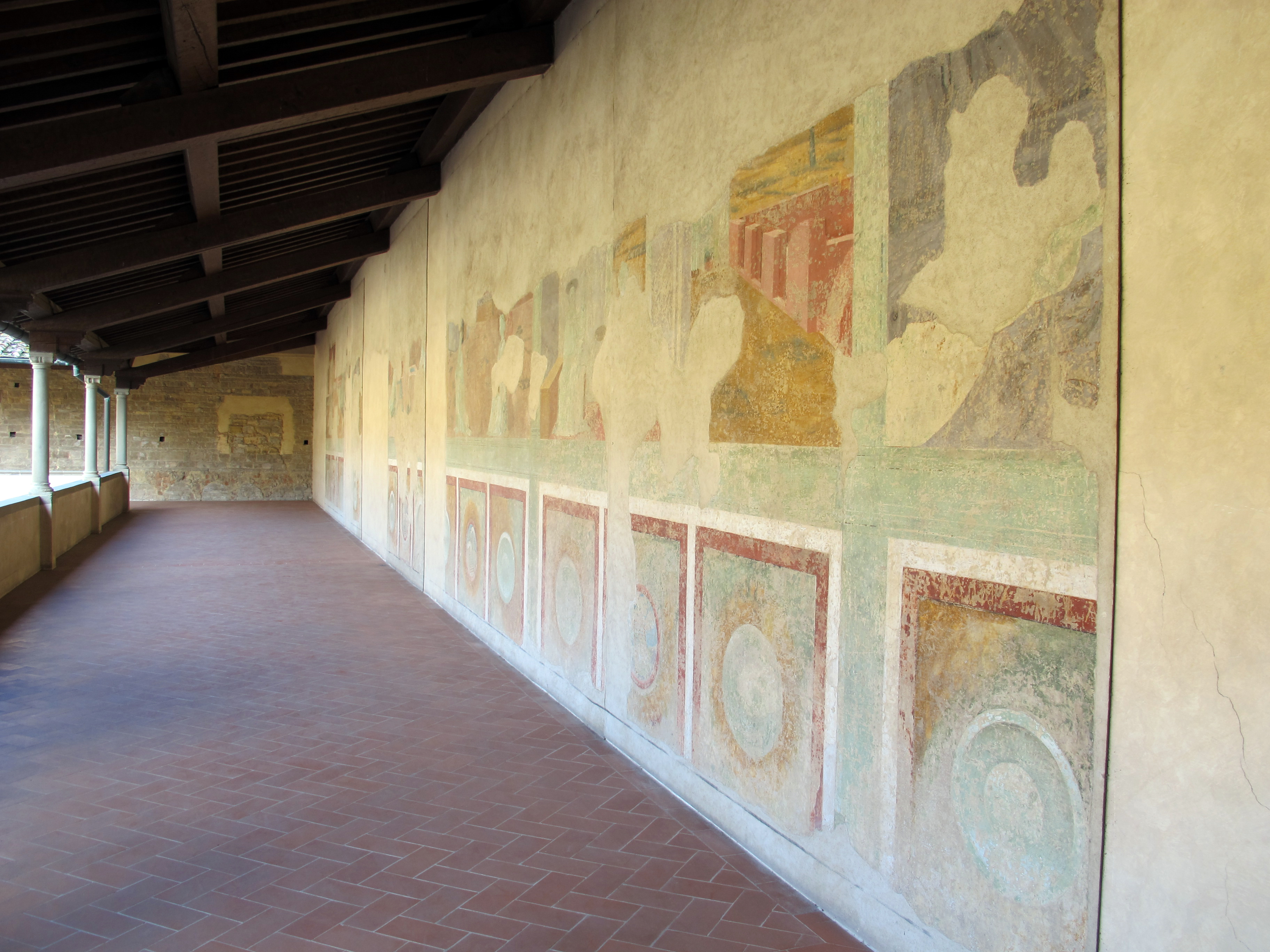
Veduta
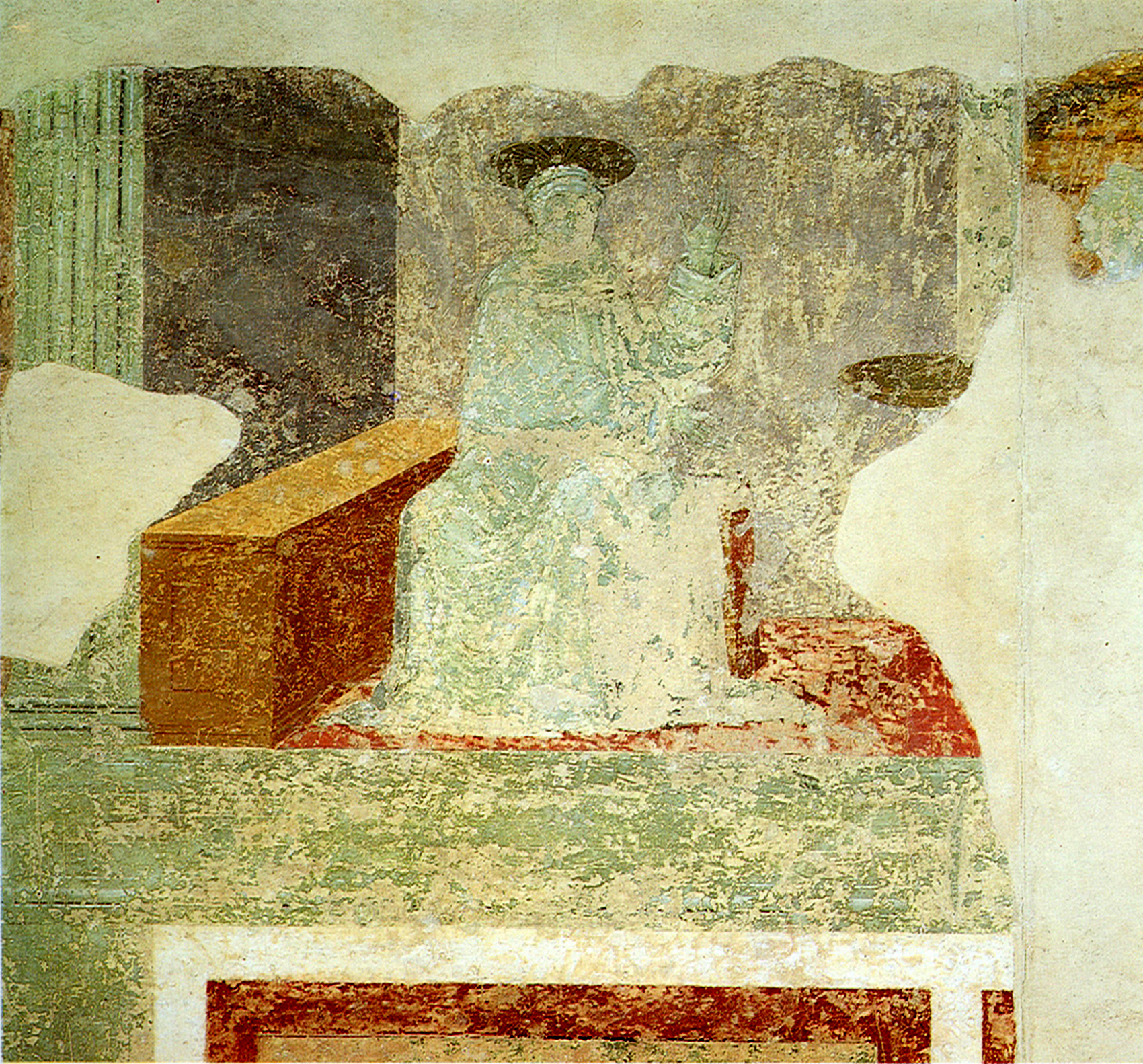
Affresco
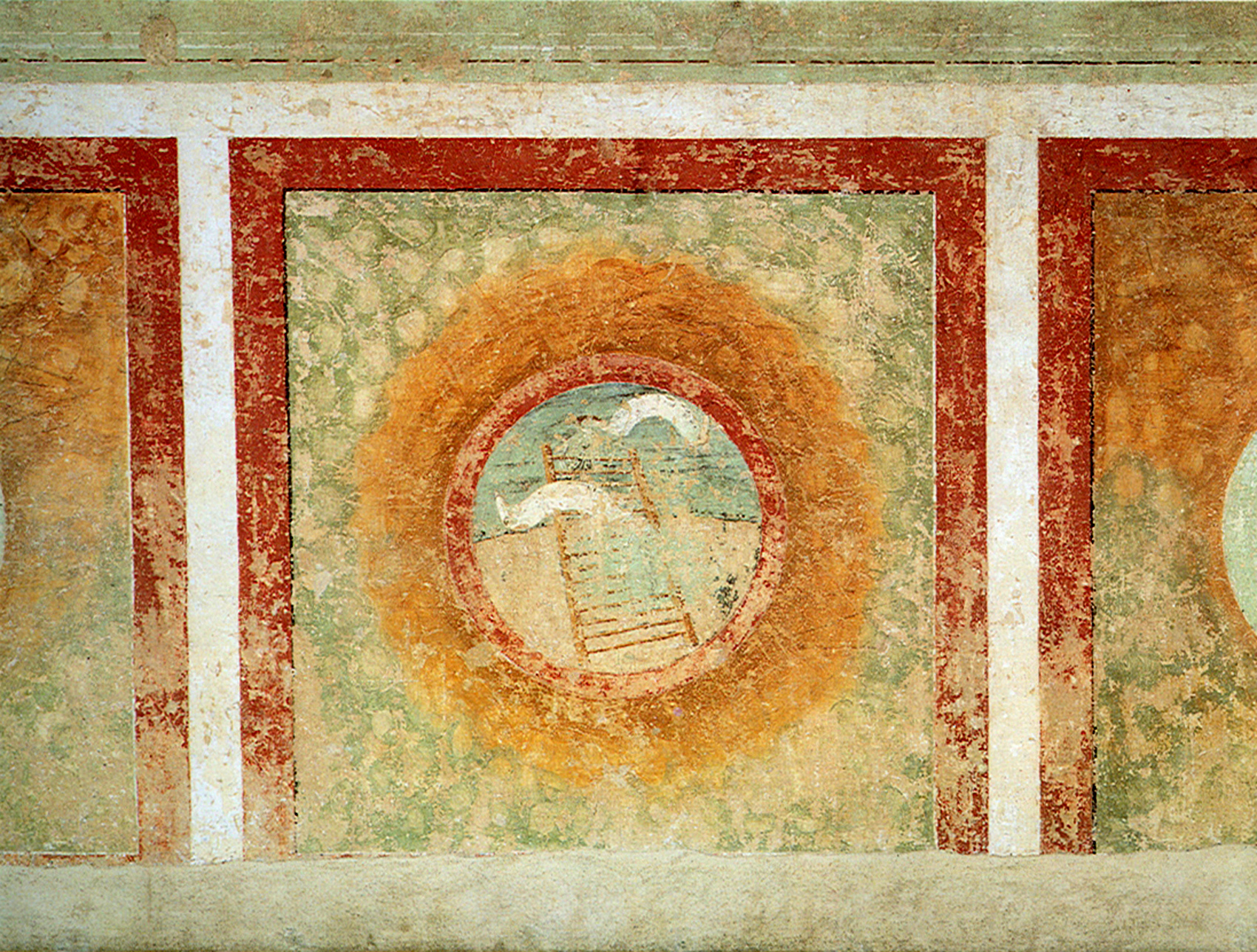
Affresco